# Anszan
Anszan (Ansan) város Dél-Korea Kjonggi (Gyeonggi) tartományában, Szöultól 30 kilométerre délnyugatra. 2014-ben 764 831 fő volt a lakosság száma. Megközelíteni Szöulból tömegközlekedéssel a 4-es metróval lehet.

## Közigazgatás
| Anszan (Ansan) közigazgatása | Anszan (Ansan) közigazgatása | Anszan (Ansan) közigazgatása | Anszan (Ansan) közigazgatása | Anszan (Ansan) közigazgatása | Anszan (Ansan) közigazgatása |
| ---------------------------- | ---------------------------- | ---------------------------- | ---------------------------- | ---------------------------- | ---------------------------- |
|                              |                              |                              |                              |                              |                              |
| #                            | Kerület                      | Hangul                       | Handzsa (Hanja)              | Terület (km²)                | Népesség (2015)              |
| 1                            | Szangnok-ku (Sangnok-gu)     | 상록구                       | 常綠區                       | 57,99                        | 383 508                      |
| 2                            | Tanvon-ku (Danwon-gu)        | 단원구                       | 檀園區                       | 91,51                        | 363 527                      |